# Селетінський район
Селетінський район (каз. Селеті ауданы) — адміністративно-територіальна одиниця Целиноградської, а після 1992 року — Акмолінської області, яка існувала у 1973—1997 роках.
Адміністративний центр — село Селетінське.

## Історія
Район утворено Указом Президії Верховної Ради Казахської РСР від 25 грудня 1973 року.
Відповідно до Всесоюзного перепису населення 1989 року по Казахській РСР, район включав 2 селищні ради: Аксуську і Бестобинську, і 9 сільрад Богембайську, Ізобільненську, Карибулакську, Мінську, Селетинську, Степногірську, Іллінську, Черняховську, Чілінську.
Указом Президента Республіки Казахстан від 28 лютого 1997 № 3370 «Про скасування Селетінського району Акмолінської області» — Селетінський район було скасовано. Територія району розділена між Олексіївським та Єрментауським районами.
Указом Президента Республіки Казахстан від 1 квітня 1997 року № 3435 «Про скасування Селетінського районного суду Акмолінської області, Ісатайського районного суду Актюбінської області, Шуського міського суду Жамбильської області та Борлітобінського районного суду Талдикорганської області» — Селетинський районний суд.
Рішенням акіма Акмолінської області від 11 березня 1997 року № 30 «Про зміну кордонів міста Степногірська, Олексіївського та Єрментауського районів», до складу міста Степногірськ передано селища Аксу та Бестобе.

## Населення
За даними Всесоюзного перепису населення 1979 року, у Селетінському районі проживало 35 577 осіб (чоловіки — 17 608 чол. або 49,49) %, жінки — 17 969 чол. або 50,51 %), зокрема міське населення — 18 270 чол. (51,35) %; чоловіки — 9000 чол. або 49,26 %, жінки — 9270 або 50,74 %).
За даними Всесоюзного перепису населення 1989 року, в Селетінському районі проживало 36 079 осіб (чоловіки — 17 898 чол. або 49,61 %, жінки — 18181 чол. або 50,39 %), зокрема міське населення — 17916 чол. (49,66) %; чоловіки — 8847 чол. або 49,38 %, жінки — 9069 чол. або 50,62 %).